# Tarkus (álbum de Emerson, Lake & Palmer)
Tarkus es el segundo álbum de la banda británica de rock progresivo Emerson, Lake & Palmer, publicado en el año 1971. Este trabajo solidificó la fama de la banda, tras el celebrado LP debut; las ilustraciones de la carpeta del álbum son del artista gráfico William Neal.

## Lista de canciones
Todas las letras escritas por Greg Lake excepto B4, toda la música compuesta por Keith Emerson excepto donde esta anotado.
B4. B5. B6. Segundo compositor: Carl Palmer. 
| Lado A | |               |                                                        |  |
| N.º    | Título | Música        | Duración                                               |  |
| 1.     | «Tarkus» - I. «Eruption» - II. «Stones of Years» - III. «Iconoclast» - IV. «Mass» - V. «Manticore» - VI. «Battlefield» - VII. «Aquatarkus» | VI. Greg Lake | 20:42 - 2:43 - 3:44 - 1:15 - 3:51 - 1:52 - 3:35 - 3:59 |  |

| Lado B |                               |                        |          |  |
| N.º    | Título                        | Con extrato de         | Duración |  |
| 1.     | «Jeremy Bender»               |                        | 1:50     |  |
| 2.     | «Bitches Crystal»             |                        | 3:57     |  |
| 3.     | «The Only Way (Hymn)»         | Johann Sebastian Bach: | 3:48     |  |
| 4.     | «Infinite Space (Conclusion)» |                        | 3:20     |  |
| 5.     | «A Time and a Place»          |                        | 3:01     |  |
| 6.     | «Are You Ready, Eddy?»        |                        | 2:09     |  |

## Músicos
- Keith Emerson - órgano Hammond, órgano de la iglesia de San Marcos, piano, celesta, sintetizador moog
- Greg Lake - voz, bajo, guitarra eléctrica y acústica
- Carl Palmer - batería, percusión

## Trivia

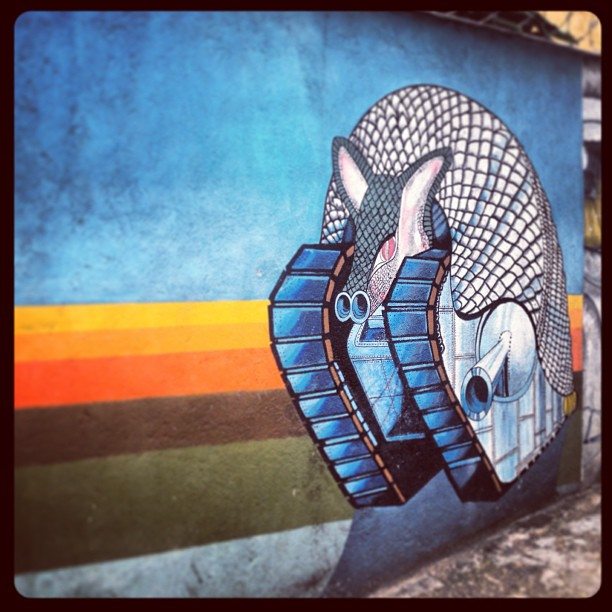
Grafiti de la portada del álbum Tarkus en São Paulo.

- Tarkus significa sabiduría en estonio.
- "The Only Way" es un ensamble de dos versiones de piezas de Johann Sebastian Bach, tocada la segunda un poco al estilo de Jacques Loussier, la cual desemboca en un ostinato en compás de amalgama, de 7 pulsos: "Infinite Space".
- "A Time and a Place" es una de las usuales incursiones del grupo en el hard rock, por aquellos tiempos.
- "Are You Ready, Eddy?", un rock'n'roll festivo, es una especie de broma al ingeniero de sonido de la grabación: Eddie Offord, el mismo del "Close to the Edge" de Yes, con un piano descuidado y caótico al estilo de Jerry Lee Lewis. Al final, se le oye decir a Palmer que sólo tienen sándwiches de jamón y de queso (en la cantina del estudio).

## Sencillo correspondiente
- "Stones Of Years" / "A Time And A Place". Cotillion (septiembre de 1971)